# Алія Роберсон
Алія Роберсон (англ. Aaliyah Roberson) — американська баскетболістка, що грає на позиції форварда. Народилася в Сан-Антоніо, штат Техас. Навчалася в школі Clark (TX), після чого вступила до команди Texas Christian University (TCU).

## Ігрова кар'єра

#### 2022-2023 | Першокурсниця
- Взяла участь у 20 іграх, вперше вийшовши в стартовий склад 14 січня проти Oklahoma State.
- В середньому набирала 1,9 очка та 1,4 підбору за гру.
- Встановила особисті рекорди: 10 очок, 7 реалізованих кидків з гри та 2 штрафні проти Nicholls 21 грудня.
- За цей сезон здобула 10 перехоплень, 6 передач та 5 блок-шотів.

#### 2022-2023 | Основні досягнення
- Один із трьох гравців команди «Рогаті жаби», які брали участь у всіх 33 матчах сезону.
- Отримала право виходити в стартовий склад у 17 останніх матчах TCU.
- 10 разів підряд виходила в стартовий склад у п'яти матчах з 13 січня по лютий.
- У середньому набирала 10,5 очок, 6,6 підборів та 1,1 блок-шота за гру, будучи стартовим гравцем TCU.
- Набирала двозначні числа в 13 іграх і 8 разів в останніх 17 виходах на поле.
- Зробила шість або більше підборів в 11 іграх проти команд з Big 12 або в плей-оф.
- За сезон набирала в середньому 7,8 очок, 6,1 підборів і 1 блок-шот за гру, з реалізацією 49,7% (96-193) з гри.
- Була другою в команді за відсотком попадань з гри та третьою за кількістю підборів (201) і блок-шотів (30).
- Завершила сезон на другому місці серед гравців позиції в Big 12 за відсотком 3-очкових (.352).
- В середньому робила 7 підборів за гру в останніх шести не-конференційних матчах.
- Виконала чотири дабл-дабла, включаючи рекорди 23 очки і 13 підборів 21 лютого проти BYU.
- Встановила особистий рекорд по підборам з 14 в матчі проти №24 Oklahoma в плей-оф 9 березня.
- Виборола 15 очок зі скамейки запасних у переможному матчі St. Pete Showcase над Небраскою 25 листопада.

## Загальні досягнення
- Внесла вклад у дабл-дабл (14 очок, 12 підборів) в перемогу над Омахою 22 грудня.
- Зібрала 15 очок, 6 підборів і 3 блок-шоти у своєму першому старті в кар'єрі 10 січня.
- Встановила кар'єрний рекорд з 3 блок-шотами в трьох іграх підряд у січні проти №6 Бейлора, Oklahoma State та №10 Техаса.
- Зробила 21 з 30 блок-шотів у іграх ліги.
- Набирала двозначні числа в п'яти іграх підряд у Big 12 з 23 січня по лютий 2023 року.
- Очолила TCU за результативністю з 17 очками в матчі проти UCF 23 січня, коли команда повернулася після двохматчевої паузи через травми.
- Завершила з дабл-даблом у матчі проти Texas Tech через 4 дні з 15 очками і 10 підборами.
- Встановила рекорд в кар'єрі за кількістю перехоплень з 4 проти Texas 10 лютого.
- Провела на полі 30 хвилин і більше в 16 матчах сезону.

## Середня Школа

#### Clark High School (2021-2022)
- Три роки виступала за команду Clark High School, де в середньому набирала 11,2 очка та 7,8 підборів за гру в старшому класі.
- Забила 35 триочкових і реалізувала більше 70% штрафних кидків.
- Віддала 43 передачі, зробила 59 перехоплень і 51 блок-шот, допомігши команді досягти рекорду 35-3, вийти в півфінал штату та зайняти 3 місце в загальному рейтингу класу 6A.
- Поділилася лідерством у команді з 12 очками в півфіналі штату проти майбутнього чемпіона штату, Desoto.
- Була обрана до складу TGCA All-State (першокласне нагородження для гравців штату).
- Отримала нагороди TABC All-Region та Academic All-State за успіхи в спорті та академічній діяльності.

## Цікаві факти
Алія Роберсон має понад 2,600 підписників в Instagram, де активно ділиться своїми досягненнями та моментами з життя. Її команда ж має значно більшу аудиторію, близько 33,000 підписників.